# Cantó de Blela
El cantó de Blela és un cantó francès del departament de l'Alt Loira, situat al districte de Briude. Té 10 municipis i el cap és Blela.

## Municipis
- Autrac
- Blela
- Chambezon
- Espalem
- Grenier-Montgon
- Léotoing
- Lorlanges
- Lubilhac
- Saint-Étienne-sur-Blesle
- Torsiac

## Història
| Data d'elecció                           | Identitat                  | Partit           | Qualitat |
| ---------------------------------------- | -------------------------- | ---------------- | -------- |
| 1961-1992                                | René Chazelle              | SFIO, després PS |          |
| 1992-1998                                | Alain Berchebru de Foucaud | Divers droite    |          |
| 1998-2011                                | René Aubijoux              | PS               |          |
| 2011-                                    | Robert Romeuf              | NC               |          |
| les dades anteriors no són pas conegudes |                            |                  |          |
|                                          |                            |                  |          |